# Jethro Tull (agronom)
Jethro Tull (1674 Basildon, Anglie – 21. února 1741 Shalbourne, Anglie) byl anglický průkopník agronomie v období průmyslové revoluce a britské zemědělské revoluce.

## Život a dílo
Studoval na St John's College v Oxfordu a na Gray's Inn. Byl ovlivněn raným osvícenstvím a je považován za jednoho z prvních zastánců vědeckého a zvláště empirického přístupu v zemědělství. Pomohl změnit zemědělské postupy vynalezením či vylepšením různých strojů a nástrojů, nejznámějším je secí stroj, který vynalezl v roce 1701. Před jeho vynálezem byla setba prováděna prostým rozhazováním semen po poli, semena na místech dopadu buď vyklíčila, nebo ne. Secí stroj pracoval tak, že pro semeno vyhloubil díru určité hloubky, umístil tam semeno a otvor zakryl, a to ve třech řadách najednou. Tento postup zvýšil míru klíčivosti a až osmkrát zvýšil výnosy sklizně.
Zemřel v roce 1741 a je pohřben na hřbitově u kostela sv. Bartoloměje v Lower Basildonu v Berkshire.
Ačkoliv některé jeho názory nebyly správné, některé jeho vynálezy byly považovány za kontroverzní a nebyly používány po mnoho let, lze ho považovat za jednoho z tvůrců moderního zemědělství. Jeho jméno se však později stalo známějším díky rockové skupině založené v Blackpoolu v 60. letech 20. století.